# Aegocera geometrica
Aegocera geometrica là một loài bướm đêm trong họ Noctuidae.